# Лотошев, Николай Марианович
Никола́й Мариа́нович (Марья́нович, Миха́йлович) Лотошев (12 декабря 1907, Тифлис — 1957, Москва) — советский театральный деятель, организатор кинопроизводства, сотрудник органов государственной безопасности, директор киностудии «Ленфильм» (1938—1940). 

## Биография
Родился в Тифлисе. В 1924 году окончил среднюю школу в Ереване, в 1949 году — Университет марксизма-ленинизма в Ленинграде, в 1950 году завершал «заочную учёбу в Театральном Институте».
После окончания школы работал в органах ГПУ-НКВД Социалистической Советской Республики Армения, затем — в Ленинграде на различных оперативных должностях. Член ВКП(б) с 1930 года. В 1936—1938 годах — помощник начальника, временно исполняющий обязанности начальника 5 отделения 4 отдела, начальник 8 отделения 4 отдела Управления НКВД по Ленинградской области. В марте 1936 года присвоено звание лейтенанта государственной безопасности. В июле 1938 года подписал обвинительное заключение по обвинению Н. А. Заболоцкого по статьям 58-10 и 58-11 УК РСФСР за участие в «антисоветской троцкистско-правой организации» среди писателей Ленинграда.
В сентябре 1938 года назначен директором киностудии «Ленфильм», а также председателем художественного совета киностудии. По воспоминаниям С. А. Герасимова, директор студии Н. Лотошев был «человек очень расположенный к режиссёрам, любезный, осторожный в суждениях». В октябре 1940 года снят с должности за нарушение финансовой дисциплины, дело было передано в прокуратуру.
В 1940—1941 годах — заместитель директора Ленинградского государственного театра имени Ленинского комсомола.

Участник Великой Отечественной войны. В 1941—1945 годах — начальник 6 отделения Особого отдела НКВД 23 армии, заместитель начальника Особого отдела НКВД 55 армии, заместитель начальника Отдела контрразведки СМЕРШ 2 ударной армии. В апреле 1943 года присвоено звание майора государственной безопасности, в октябре 1944 года — подполковника.
Не особенно разбираясь в тонкостях театрального искусства, Н. М. Лотошев знал, что такое талант. Только это для него имело значение. Несколько лет он был директором киностудии «Ленфильм». <…>  Там проявилась «слабость» директора — любовь к таланту. Ради таланта он был готов на всё — добыть любые деньги, создать все условия, поругаться с начальством.
В марте 1947 года демобилизован из армии. В 1947—1953 годах — директор Ленинградского государственного театра имени Ленинского комсомола. Входил в состав художественного совета театра. Н. М. Лотошеву принадлежит заслуга переезда Г. А. Товстоногова в Ленинград. Весной 1949 года, посмотрев спектакль Товстоногова «Где-то в Сибири» в Центральном детском театре в Москве, пригласил режиссёра повторить постановку в театре имени Ленинского комсомола в Ленинграде. Через год Товстоногов был назначен главным режиссёром театра.
В 1953—1954 годах — директор Оперной студии Ленинградской консерватории
В 1954—1955 годах — директор Ленинградского театра комедии. 
Умер в 1957 году в Москве.

### Семья
- жена — Марина Николаевна Крыленко[27].

## Награды
- орден Отечественной войны I степени (5 октября 1944)[28];
- орден Отечественной войны II степени (28 октября 1943)[29];
- орден Красной Звезды (3 ноября 1944)[30];
- медаль «За отвагу» (5 июля 1942)[31];
- медаль «За оборону Ленинграда»[32];
- медаль «За взятие Кёнигсберга»[32];
- медаль «За победу над Германией в Великой Отечественной войне 1941—1945 гг.»[32].